# Khargapur
Khargapur là một thị xã và là một nagar panchayat của quận Tikamgarh thuộc bang Madhya Pradesh, Ấn Độ.

## Địa lý
Khargapur có vị trí 24°49′B 79°09′Đ / 24,82°B 79,15°Đ Nó có độ cao trung bình là 305 mét (1000 feet).

## Nhân khẩu
Theo điều tra dân số năm 2001 của Ấn Độ, Khargapur có dân số 12.412 người. Phái nam chiếm 53% tổng số dân và phái nữ chiếm 47%. Khargapur có tỷ lệ 50% biết đọc biết viết, thấp hơn tỷ lệ trung bình toàn quốc là 59,5%: tỷ lệ cho phái nam là 59%, và tỷ lệ cho phái nữ là 40%. Tại Khargapur, 18% dân số nhỏ hơn 6 tuổi.